# USS Al-Batani (NCC-42995)
A USS Al-Batani  (NCC-42995) era uma nave estelar classe Excelsior no fictício universo de Star Trek e foi mencionada pela primeira vez no primeiro episódio ("Caretaker") da série "Star Trek: Voyager". Kathryn Janeway serviu a bordo dessa nave como Oficial de Ciências sob o comando do então Capitão Owen Paris.